# Dony De Nuccio
Adonay De Nuccio (Americana, 28 de maio de 1984), mais conhecido como Dony De Nuccio, é um empresário, jornalista, apresentador de televisão e economista brasileiro. Iniciou sua carreira na televisão, em 2011, como repórter da Rede Globo tendo passagem na GloboNews, entre 2012 e 2017. Entre 2017 e 2019, foi âncora do Jornal Hoje. Em 2021, assinou contrato com o SBT para apresentar o reality show Te Devo Essa Brasil, versão brasileira do Celebrity IOU. Como empresário, é sócio-fundador da produtora de vídeos Primetalk, ao lado de Samy Dana. Em 2020, assumiu a posição de head de conteúdo e apresentador do canal YouTube e blog de finanças InvestNews, que pertence à corretora Easynvest.

## Biografia e carreira
Nascido no município de Americana, Dony De Nuccio é filho de Nora Rosa e Andrês De Nuccio, argentinos que vieram ao Brasil para fugir da ditadura no país. Formou-se em Economia pela Universidade Presbiteriana Mackenzie, com uma extensão na Universidade Brown, nos Estados Unidos. Ao mesmo tempo, fez graduação em Jornalismo na Universidade de São Paulo. Tornou-se mestre em Economia e Finanças pela Fundação Getúlio Vargas. 2019 foi decisivo na carreira de Dony, quando trocou o telejornalismo pelo empreendedorismo, alavancando a produtora Primetalk, mas foi convidado pelo SBT em várias ocasiões. não se afastando totalmente da televisão.
Entre 2006 e 2007, iniciou atuação como trader para o banco Citibank. Em 2011, De Nuccio deixa a empresa e passa a seguir carreira jornalística.
Contratado pela Rede Globo, passou a trabalhar como repórter para os telejornais Bom Dia São Paulo, SPTV e Jornal da Globo. Em 2012, virou editor de Economia para o Jornal das Dez, na GloboNews. Em abril de 2013, estreou como apresentador da nova versão do Conta Corrente. Posteriormente, lançou uma coleção de livros baseada no programa. Nos primeiros meses do Hora Um da Notícia, atuou como comentarista de Economia. Em 2015, assumiu a apresentação do Jornal das Dez no lugar de Eduardo Grillo, que pediu para sair da emissora. Em janeiro de 2017, estreou no mesmo canal o programa GloboNews Internacional.
Em julho de 2017, foi confirmado como novo âncora do Jornal Hoje, em substituição a Evaristo Costa, que decidiu não renovar com a Globo. No mesmo ano, fundou a produtora de vídeos Primetalk, tendo o também economista Samy Dana como sócio. Em dezembro de 2017, passa a ser apresentador eventual do Fantástico. Em 5 de janeiro de 2019, estreou como apresentador eventual do Jornal Nacional.
Em julho de 2019, o site Notícias da TV revelou que De Nuccio teria quebrado o Código de Ética e de Conduta do Grupo Globo, ao assinar contrato com a Bradesco Seguros para apresentar vídeos internos de treinamento de funcionários e eventos com clientes, prática que é vetada em um dos capítulos do código. Além disso, o jornalista não teria informado aos seus superiores sobre o ocorrido. Em nota, a Rede Globo confirmou a informação e afirmou que advertiu o jornalista pela atitude, que, por esse motivo, ele solicitou ao Bradesco a remoção do material de suas plataformas, após parte dele ter se tornado público. Na época, vieram a público e-mails trocados entre Dony e o diretor-geral de jornalismo da Globo Ali Kamel, o jornalista não teria conhecimento de tais normas, até porque outros colegas mais antigos na emissora, como Renata Vasconcellos e Rodrigo Bocardi, também tinham contratos externos com bancos.
Em outro texto, o site revela que Dony teria faturado 7 milhões de reais pelo trabalho com a Bradesco Seguros, de acordo com notas fiscais publicadas em nome da produtora de vídeos Primetalk que tem, além de De Nuccio, o também economista Samy Dana (dispensado pela Globo antes da publicação da matéria) como sócios. Por meio da emissora, o jornalista respondeu que havia se retirado da sociedade da empresa "em meados de julho" e que "no período em que esteve ligado à empresa, os produtos e serviços foram relativos à produção de vídeos e ao oferecimento de infraestrutura para atividades audiovisuais. A sua imagem como apresentador só foi usada na produção audiovisual de treinamento já objeto de matéria do site" e que se comprometeu a doar o cachê. A emissora complementou que "acatou os esclarecimentos do jornalista e as providências que ele tomou" e reconheceu que não havia má-fé na atitude de De Nuccio, mas que havia regras "para evitar que jornalistas sejam questionados e tenham que dar esclarecimentos tão detalhados à imprensa". A emissora também afirmou que a saída de Samy Dana não teve relação com o caso.
Em reportagem do Notícias da TV, também foi divulgado que De Nuccio estaria negociando, junto com a Primetalk, uma proposta para "reformular, desenvolver e implementar uma nova e completa estratégia de Comunicação Interna do Banco Bradesco". No dia posterior, o mesmo portal divulgou que o jornalista prestava "consultoria de comunicação" para a Amil através da Primetalk, onde ele sugeria propostas de reportagens que poderiam virar assunto em diversos veículos de comunicação, recebendo R$ 1,2 milhão pelo serviço.
No dia 1.º de agosto de 2019, Dony De Nuccio enviou sua carta de demissão ao diretor-geral Ali Kamel, reconhecendo que havia contrariado o código de conduta dos jornalistas. Em reportagem do Notícias da TV (que noticia o pedido de demissão), também foi divulgado que De Nuccio estaria negociando junto com a Primetalk uma proposta para "reformular, desenvolver e implementar uma nova e completa estratégia de Comunicação Interna do Banco Bradesco". No dia posterior, o mesmo portal divulga que o jornalista prestava "consultoria de comunicação" para a Amil através da Primetalk, onde ele sugeria propostas de reportagens que poderiam virar assunto em diversos veículos de comunicação, recebendo R$ 1,2 milhão pelo serviço.
Ali Kamel se manifestou formalmente através de carta, sobre o pedido de demissão de De Nuccio:

Caro Dony, Agradeço sua carta honesta e transparente. Aceito o seu pedido de demissão com pesar [...] Entendo que é absolutamente sincero quando afirma que não agiu com dolo, e esta carta é uma prova eloquente disto [...] Um abraço e sorte na sua nova trajetória— Ali Kamel - Diretor-geral de Jornalismo.
No final de 2019 e início de 2020, De Nuccio, já tendo deixado o cargo na televisão, passou a fechar mais contratos relevantes na área da educação e do entretenimento. Um dos principais foi a parceria com a corretora Easynvest para, junto com Samy Dana, estrelar um projeto de educação financeira com blog, portal de notícias e YouTube, o InvestNews.
Em 2020, voltou a aparecer na televisão participando de programas do SBT, onde esteve no elenco do Bake Off Celebridades, além dos programas The Noite com Danilo Gentili, Programa do Ratinho e no Eliana. Em janeiro de 2021, Dony De Nuccio fechou contrato com o SBT para apresentar um reality show de reformas. Em março foi oficializado como apresentador do reality show Te Devo Essa Brasil. Em junho é anunciado como o novo apresentador do talk show Bake Off Brasil: A Cereja do Bolo, que é o especial do Bake Off Brasil: Mão na Massa.
Voltou a comandar um programa de TV aberta em junho de 2021, apresentando o Te Devo Essa no SBT, parceria entre o SBT e o Discovery Home & Health. O formato é uma adaptação do modelo canadense Irmãos à Obra.

## Vida pessoal
Dony De Nuccio é popular no Instagram por compartilhar fotos dos bastidores da produtora Primetalk, divulgar seus projetos no SBT e suas parcerias de sucesso na internet com a Easynvest e outras empresas. Sempre mostra seus cachorros, Rocky, da raça golden retriever e Maya, que é um bernese montanhês.
Dentre suas inspirações, De Nuccio cita Silvio Santos, William Bonner e Chico Pinheiro como influências. Contando sobre sua infância para a revista Piauí, afirmou que imitava Bonner na bancada do Jornal Nacional. Também citou como pessoas que admira Roberto Marinho, Paulo Coelho e Steve Jobs.
É casado desde 2016 com Larissa Laibida. O casal é fã de viagens e já estiveram nas Maldivas, além da Argentina ser uma viagem frequente, visto que De Nuccio tem família por lá. Dony também já esteve em Dubai e na África do Sul, entre outros.

## Prêmios
Em 2016, foi premiado pela newsletter Jornalistas&Cia e o portal Maxpress como um dos 50 jornalistas mais admirados da área de Economia, Negócios e Finanças.

## Filmografia

### Televisão
| Ano     | Emissora           | Título                            | Função                  |
| ------- | ------------------ | --------------------------------- | ----------------------- |
| 2011    | TV Globo           | Jornal da Globo                   | Repórter                |
| 2011–12 | TV Globo São Paulo | Bom Dia São Paulo                 | Repórter                |
| 2012    | TV Globo São Paulo | SPTV                              | Repórter                |
| 2012–15 | GloboNews          | Jornal das Dez                    | Comentarista            |
| 2013–15 | GloboNews          | Conta Corrente                    | Apresentador            |
| 2015–17 | GloboNews          | Jornal das Dez                    | Apresentador            |
| 2017    | GloboNews          | Globo News Internacional          | Apresentador            |
| 2017–19 | TV Globo           | Jornal Hoje                       | Apresentador            |
| 2021    | SBT                | Bake Off Celebridades             | Participante (vencedor) |
| 2021    | SBT                | Te Devo Essa! Brasil              | Apresentador            |
| 2021    | SBT                | Bake Off Brasil: A Cereja do Bolo | Apresentador            |